# Єрченко Раїса Андріївна
Раїса Андріївна Єрченко (народилась 27 грудня 1935 року) на Донеччині. Заслужений вчитель Української РСР 1982.

## Біографія
Закінчила Харківське педагогічне училище, навчалася на історичному факультеті Чернівецького державного університету. Працювала вихователем у місті Коп'янськ на Харківщині, завідувачкою дитячої установи в одному з радгоспів на Одещині. Впродовж 1965—1992 років — завідувачка дитсадка «Веселка» у місті Сокиряни Чернівецької області. Установа неодноразово була переможцем змагання серед дошкільних закладів Буковини.

## Відзнаки
- Заслужений вчитель України (04.06.1982).
- Портрет занесено на Дошку пошани Міністерства освіти України.